# コバスナ
コバスナ (モルドバのキリル文字: Кобасна; ウクライナ語: Ковбасна, Kovbasna; ロシア語: Колбасная, Kolbasnaya) はモルドバの特別な法的地位を持つ自治領トランスニストリア北部に位置するコムーナで、コバスナ村、コバスナ鉄道駅村、スハイア・ルブニツァ (Suhaia Rîbnița)村 の3村によって構成されている。2022年4月時点では親ロシア派の自称「沿ドニエストル共和国」によって実効支配されている。 ウクライナ国境から2キロメートルの位置にあり、ルブニツァ地区に属している。2015年のコムーナの人口は1,396人で、内334人 (23.92%) はモルドバ人、936人 (67.04%) はウクライナ人、107人(7.66%)はロシア人であった。

## コバスナ弾薬庫
コバスナは旧ソビエト連邦、現ロシアによってコバスナ弾薬庫という、東ヨーロッパで最大規模と見られている弾薬庫が置かれていることで知られている。
大部分の元々存在していた弾薬は消失したか、欧州安全保障協力機構の監視のもとコバスナから除去された。取り除くことが非現実的な軍事設備は、モルドバからのトランスニストリアの「弾薬遺棄所（または火薬庫＝火種の元）」を取り除くべしの要求に沿ってその場で破壊された。 「沿ドニエストル共和国」筋は、 ロシアの弾薬と設備の除去プロセスは2003年の間に効率良く実行されたとアメリカ合衆国国務省は認識していると、主張している。2004年にはモルドバ政府と「沿ドニエストル共和国」の間で緊張が高まると、「沿ドニエストル共和国」によって除去作業は阻まれた。 
ソビエト連邦軍が旧東ヨーロッパ共産国から撤収した際に弾薬がコバスナに持ち込まれ、その後未だ20,000トン以上（2018年時点）の弾薬と軍事設備がロシアの部隊警護のもと保管されており 、1,000人の在モルドバ共和国沿ドニエストル地域ロシア軍作戦集団部隊がその地域に駐屯している。

## 2022年ロシアのウクライナ侵攻における影響
2022年2月24日にロシアがウクライナの侵攻を始ると、ウクライナでの紛争が隣国モルドバに拡大しロシアが親露派の沿ドニエストルからウクライナに攻撃をかけてくる懸念や、ロシアの中央軍管区のルスタム・ミンネカエフ司令官代理がウクライナ内の親露実効支配地域とモルドバの沿ドニエストルをウクライナ南部沿岸で結ぶ「陸の回廊」を構想していることを示唆したことから、東ヨーロッパ最大の弾薬庫がありロシア軍が駐屯しているコバスナに注目が集まった。
4月27日にはドローン（小型無人航空機）が「ウクライナ方面から」国境地域のコバスナ村の上空に入り、弾薬庫がある同村に向けて発砲があったと「沿ドニエストル共和国当局」が表明した。